# Eric Kripke
Eric Kripke (Toledo, Ohio, 24 de abril de 1974) es un guionista, director y productor estadounidense. A lo largo de su carrera ha creado series de televisión como Supernatural, Revolution y la adaptación de The Boys.

## Biografía
Kripke se graduó de la secundaria Southview High School en 1992, y desde joven tuvo un gran interés en el cine grabando varias películas caseras. Después de graduarse en la USC School of Cinematic Arts en 1996, Kripke escribió y dirigió dos películas llamadas Battle of the Sexes,  y Truly Committed. Posteriormente escribió el guion de la serie Tarzan, la cual fue cancelada después de ocho episodios, y luego escribió el guion de la película Boogeyman.

### Supernatural
En 2005 Kripke creó la serie Supernatural.
La serie está basada en The Sandman (de Neil Gaiman, American Gods, An American Werewolf in London y El héroe de las mil caras). Kripke actualmente es guionista y productor. El 9 de junio de 2010 se anunció la versión anime, Supernatural: The Animation. Iniciará sus trasmisiones en enero del 2011 en Japón.
Supernatural es conocida por su frecuente uso de Rock Clásico y Metal, un legado de su creador quien ha declarado en frecuentes ocasiones que no escucha nada que sea después de los ochenta. La banda favorita de Dean Winchester, uno de los protagonistas de la serie es Led Zeppelin, la misma que la de Eric Kripke. Esta forma parte de otras series de The WB y The CW que tienden a usar Rock contemporáneo y alternativo. La serie además hace frecuentes referencias a cantantes y bandas de Rock clásico. Los personajes principales frecuentemente utilizan nombres de roqueros como alias.
Ha aparecido en muchas convenciones de fans de Supernatural. Ha dirigido los capítulos  What Is and What Should Never Be y Lucifer Rising.

### The Boys
El 26 de julio de 2019 se estrenó la distópica serie de Superhéroes, The Boys. Basada en el cómic The Boys de Garth Ennis y Darick Robertson.
En marzo de 2020, trabajó en la segunda temporada de The Boys, y luego fue también productor ejecutivo de la tercera y cuarta temporada.

## Filmografía
| Año!          | Título                              | Papel                                      | Notas                    |
| ------------- | ----------------------------------- | ------------------------------------------ | ------------------------ |
| 2023          | Gen V                               | Creador - Productor ejecutivo              | Serie TV                 |
| 2022          | The Boys Presents: Diabolical       | Creador - Productor ejecutivo              | Animación - Serie TV     |
| 2019-presente | The Boys                            | Creador - Productor ejecutivo              | Serie TV                 |
| 2018          | The House with a Clock in Its Walls | Guionista                                  | Película                 |
| 2016-2018     | Timeless                            | Creador                                    | Serie TV                 |
| 2012-2014     | Revolution                          | Creador                                    | Serie TV                 |
| 2011          | Supernatural: The Animation         | Creador                                    | Serie anime              |
| 2010          | Ghostfacers                         | Creador - Guionista                        | Spin-off de Supernatural |
| 2008          | Cheerbleeders                       | Desconocido                                | Película                 |
| 2008          | Boogeyman 3                         | Creación de Personajes                     | Película                 |
| 2007          | Boogeyman 2                         | Guionista                                  | Película                 |
| 2005-2020     | Supernatural                        | Director - Productor Ejecutivo - Guionista | Serie TV                 |
| 2005          | Boogeyman                           | Coproductor - Guionista                    | Película                 |
| 2003          | Tarzán                              | Coproductor - 8 Episodios                  | Serie TV                 |
| 2000          | Exposure                            | Él Mismo - Un Episodio 1.15#               | Serie TV                 |
| 1997          | Truly Committed                     | Director-Guionista                         | Película                 |
| 1997          | Battle of the Sexes                 | Director-Guionista                         | Película                 |

## Premios
- Slamdance Film Festival Audience Award for Truly Committed
- TelevisionWeek recently named Kripke one of its Masters of Horror working in TV today.[6]